# سوق الحدادين (صفاقس)
سوق الحدادين واحد من أسواق مدينة صفاقس العتيقة. يسمى أيضًا سوق الحدادين و النجارين. يبدأ من باب الجبلي في اتجاه الشرق حتي ينعطف مع أول نهج الباي. كان مقسمًا إلى حدادين و نجارين مثلما هو الحال اليوم مع بعض التغيير.

النجّار في عرف صفاقس هو الذي ينجر أخشاب الزيتون و ما شابها و يصنع منها آلات فلاحية و قصاع الاكل و المهارس الخشبية و المثارد و النوارج.

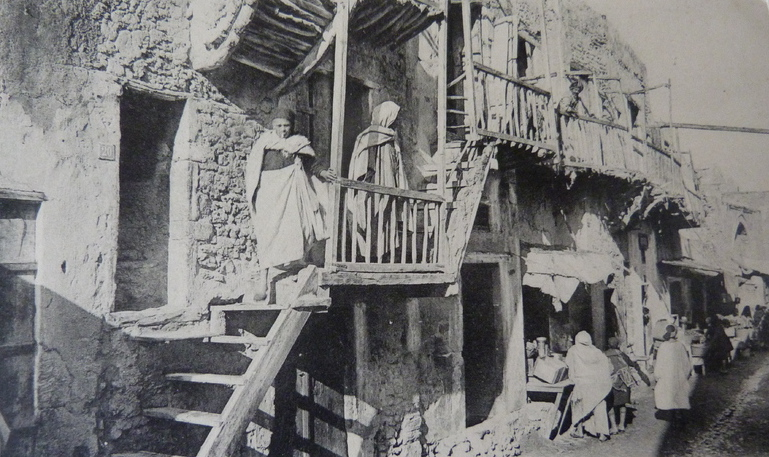
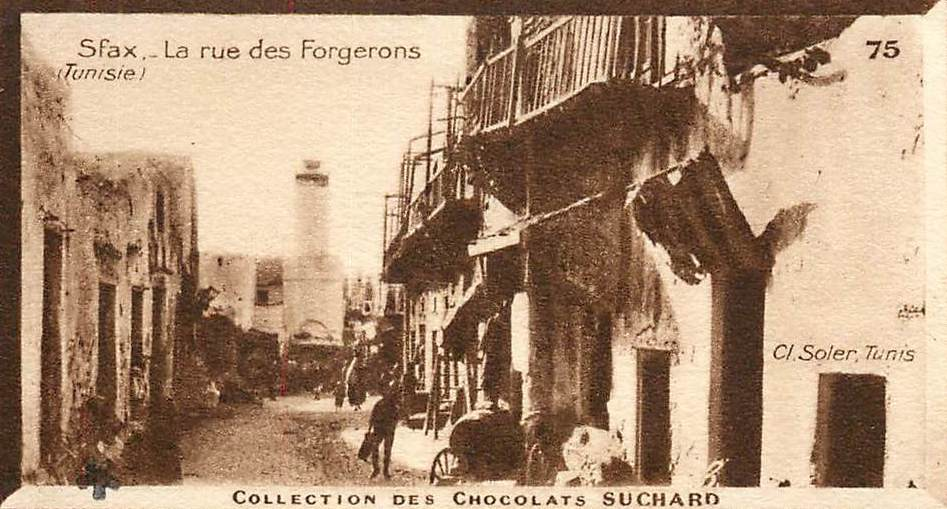